# Mota de Altarejos
Mota de Altarejos ist eine Gemeinde (municipio) und ein Dorf mit 27 Einwohnern (Stand: 2024) in der Provinz Cuenca in der Autonomen Region Kastilien-La Mancha. 

## Lage
Mota de Altarejos liegt etwa 24 Kilometer südsüdwestlich von Cuenca in einer Höhe von ca. 1005 m. Der Río Júcar begrenzt die Gemeinde im Osten bzw. Südosten.

## Bevölkerungsentwicklung
| 1970 | 1981 | 1991 | 2001 | 2011 | 2021 |
| ---- | ---- | ---- | ---- | ---- | ---- |
| 137  | 100  | 75   | 54   | 39   | 33   |

## Sehenswürdigkeiten

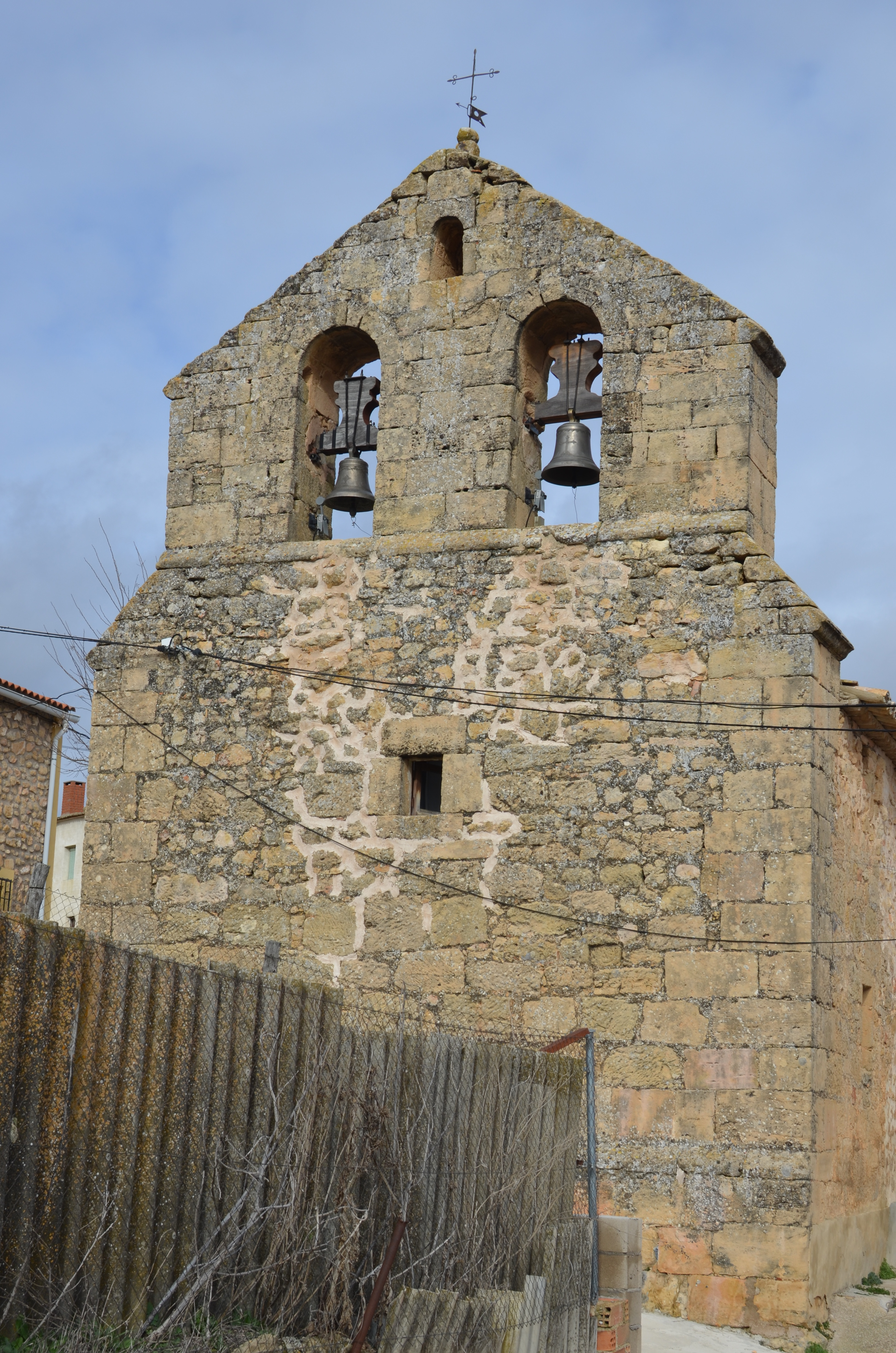
Laurentiuskirche

- Laurentiuskirche